# Rolf-Peter Kudritzki
Rolf-Peter Kudritzki (* 9. Oktober 1945) ist ein deutscher Astronom.
Kudritzki studierte Physik an der TU Berlin mit dem Diplom 1971 und wurde dort 1973 in Astronomie promoviert. 1979 habilitierte er sich an der Christian-Albrechts-Universität zu Kiel, an deren Sternwarte er ab 1976 war.
1979 wurde er dort Professor und 1982 Professor für Astronomie an der Ludwig-Maximilians-Universität München und Direktor des Instituts für Astronomie und Astrophysik. 1999 bis 2000 war er dort Dekan der Physik-Fakultät. Ab 2000 war er Professor an der University of Hawaii, an der er 2000 bis 2010 Direktor des Instituts für Astronomie war. 2003/04 war er Interims-Vizekanzler für Forschung und Graduiertenausbildung der University of Hawaii in Manoa. Außerdem war er 2012 Gründungsdirektor des Instituts für Astrophysik und Astroteilchenphysik der Universität München und der TU München.
Er befasst sich mit extragalaktischer stellarer Astronomie, Sternatmosphären und deren Strahlungstransport, Stellarwinden, Stellarspektroskopie und Riesensternen (Supergiants), um an diesen hellsten Sternen die chemische Evolution der Galaxien zu untersuchen und die Entfernungsskala festzulegen.
Er ist am Pan-STARRS Survey beteiligt.
2009 erhielt er die Karl-Schwarzschild-Medaille. Er ist seit 1990 wissenschaftliches Mitglied der Max-Planck-Gesellschaft. 2009 erhielt er einen Humboldt-Forschungspreis. Er ist Mitglied der Berlin-Brandenburgischen Akademie der Wissenschaften, der Nordrhein-Westfälischen Akademie der Wissenschaften und der Künste und der Leopoldina. Er war Highly Cited Researcher im Science Citation Index (2006). Am 1. Mai 2023 wurde ein Asteroid nach ihm benannt: (353903) Kudritzki.